# 何家泰

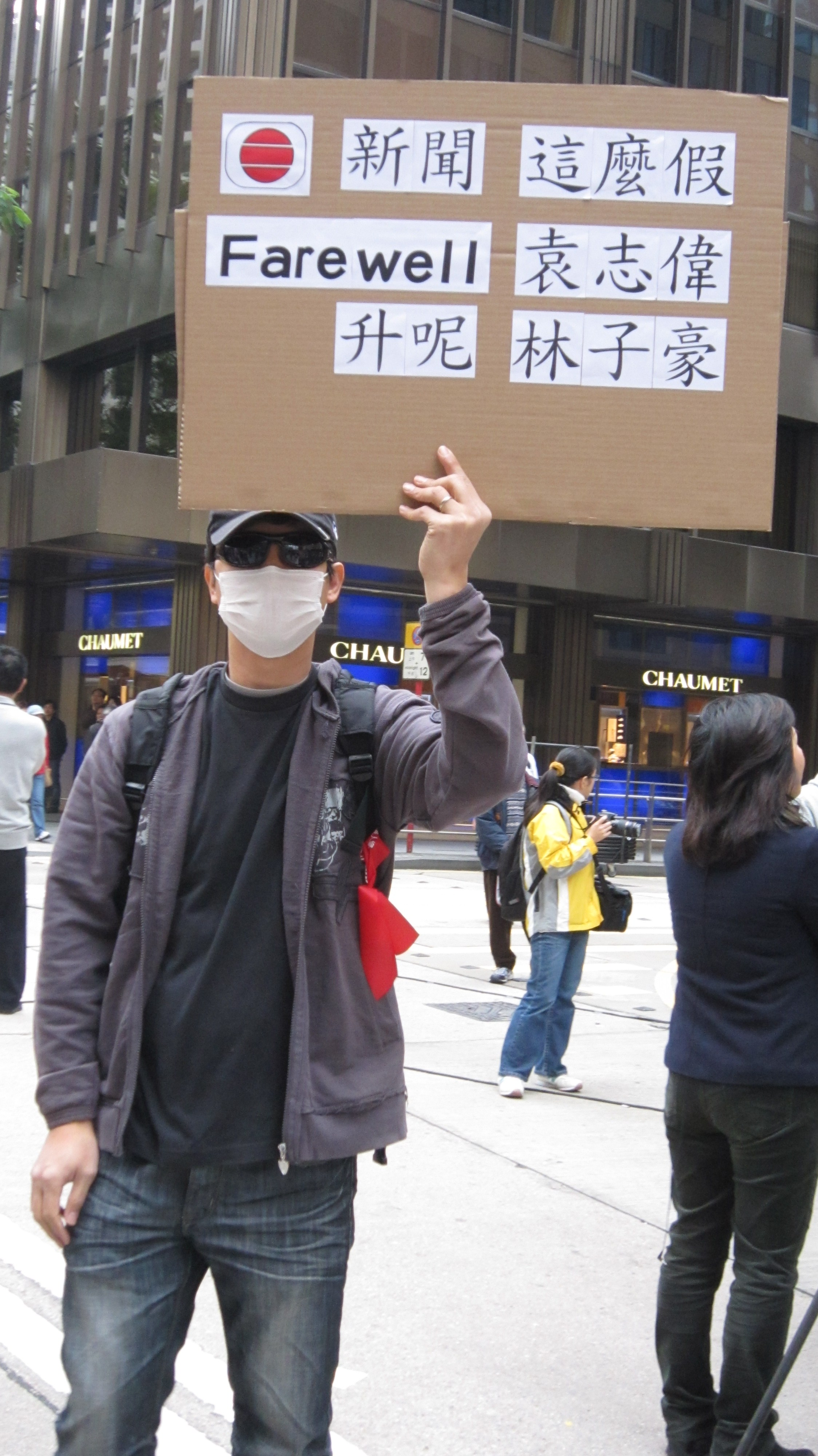
「事旦男」何家泰

何家泰（1964—)，別名事旦男，香港居民。何家泰於2009年6月4日持自製標語到維多利亞公園，在無綫新聞報導六四晚會時舉起寫有「無綫新聞 事事旦旦」（無綫新聞 隨隨便便，改編自無線電視的口號「無線新聞 事事關心」）的標語，引起社會討論，因而得名「事旦男」。其後，無綫電視網頁內的MyTV短片其舉牌部份被刪去，被何家泰質疑為自我審查，更在香港免費電視節目服務牌照中期檢討公聽會公開批評無綫電視
，要求新聞部主管交代事件。

## 參選立法會
2012年香港立法會選舉，何家泰以獨立身份參選港島區議員，結果僅獲得3百多票，得票率0.1%，其選舉保證金被沒收。

## 內部連結
- 廣播事務管理局(廣管局)
- 電視廣播有限公司